# Milton Jiménez Salazar
Milton Fernando Jiménez Salazar (Chóchope, 14 de diciembre de 1956) es un contador, empresario y político peruano. Fue alcalde del distrito de Puente Piedra en tres oportunidades.

## Biografía
Nació el 14 de noviembre de 1959 en el distrito de Chóchope, en la provincia y departamento de Lambayeque. Su padre fue Francisco Rogelio Jiménez Orellano, siendo el integrante mayor de nueve hermanos. Se casó en 1982 con Flor de María Mogollón Muñoz (1965). Tuvieron tres hijos.
Realizó sus estudios secundarios en el Colegio Nacional "Cruz de Chalpón" de la ciudad de Motupe. Sirvió para el Ejército del Perú. Realizó sus estudios de Contabilidad en la Universidad de San Martín de Porres, entre los años 1979 y 1983, graduándose como Contador Público Colegiado (CPC N.º 12834).
Fue cofundador del “Colectivo Respira Puente Piedra”, el cual ayudó a miles de familias brindando oxígeno medicinal de manera gratuita para superar casos graves de la COVID-19.

## Alcalde de Puente Piedra
Milton Jiménez se inició en la política cuando en las elecciones municipales de 1995, postuló a la alcaldía del distrito de Puente Piedra por la coalición fujimorista Cambio 90-Nueva Mayoría. Logró ser elegido como alcalde para el periodo municipal 1996-1998.
Gestionó ante el gobierno de Alberto Fujimori el financiamiento de este proyecto en ayuda a diversos programas sociales, hasta que después de tantas luchas, se logró que el Estado financie ante el gobierno japonés el dinero para los servicios básicos de agua y desagüe, hoy en día se están culminando la ejecución de estas obras.
Culminando, su gestión, intentó ser reelegido en 1998 por Si Cumple logrando tener éxito para un segundo mandato municipal. Fundó su movimiento El Gallo de Oro donde intentó una segunda reelección en 2002 sin resultar elegido y de igual manera en 2006.
Se afilió en 2010 al partido Cambio Radical y postuló nuevamente a la alcaldía de Puente Piedra sin lograrlo nuevamente. Luego, en las elecciones municipales del 2014, resultó nuevamente elegido como alcalde como miembro del partido Solidaridad Nacional para el periodo 2015-2018.
Para las elecciones municipales del 2018, Jiménez generó polémica al impulsar la candidatura municipal de su hijo mientras él postulaba como teniente alcalde. Sin embargo, Jiménez terminó siendo elegido como regidor para el periodo 2019-2022.
Actualmente se encuentra afiliado al partido Renovación Popular desde noviembre del 2021 y postuló nuevamente a la alcaldía de Puente Piedra en 2022.